# Tanaecia niricvara
Tanaecia niricvara är en fjärilsart som beskrevs av Hans Fruhstorfer 1913. Tanaecia niricvara ingår i släktet Tanaecia och familjen praktfjärilar. Inga underarter finns listade i Catalogue of Life.